# Голембієвська Ангеліна Володимирівна
Ангеліна Володимирівна Голембіє́вська (нар. 22 липня 1905, Сватове — пом. 19 серпня 1988, Київ) — українська радянська художниця; член Спілки радянських художників України. Дружина художника Миколи Молоштанова, мати художниці Тетяни Голембієвської, бабуся скульптора Миколи Зноби.

## Біографія

Могила Ангеліни Голембієвської, Байкове кладовище

Народилася 22 липня 1905 року у селі Сватовому (тепер місто Луганської області, Україна). 1929 року закінчила Харківський художній інститут (викладачі Михайло Шаронов, Семен Прохоров, Олексій Кокель, Олександр Хвостенко-Хвостов).
Жила в Києві, в будинку на вулиці Герцена, № 6, квартира № 7. Померла в Києві 19 серпня 1988 року. Похована разом з родиною на Байковому кладовищі (ділянка № 33, 50°25′3.6″ пн. ш. 30°30′3.1″ сх. д. / 50.417667° пн. ш. 30.500861° сх. д.).

## Творчість
Працювала в галузі станкового живопису і книжкової графіки. Авторка портретів та натюрмортів. Серед робіт:
- «Кузня» (1930);
- «Дитячий садок» (1935);
- «Дочка» (1947);
- «Іриси» (1956);
- «Весна» (1956);
- «Квіти» (1956);
- «Півонії» (1960);
- серія портретів сучасників.

Брала участь у всеукраїнських художніх виставках з 1929 року.